# تالار وحدت
تالار وحدت که تا پیش از انقلاب ۱۳۵۷، تالار رودکی نام داشت، در تاریخ ۳ آبان ۱۳۴۶ توسط محمدرضا شاه پهلوی و فرح پهلوی گشوده شد و در تهران، خیابان حافظ، خیابان محمد حسین شهریار (دکتر ارفع سابق) قرار دارد. این تالار چندمنظوره، برای اجرای نمایش‌های باله، اپرا و کنسرت‌های موسیقی ایرانی و اروپایی به ابتکار فرح پهلوی ساخته شد.
این تالار به نام شاعر پرآوازه ایران در قرن سوم هجری قمری، رودکی نامیده شد. تالار رودکی در خارج از ایران به نام Tehran Roudaki Hall Opera House شناخته می‌شد و سازمان باله ملی ایران نیز تا قبل از برچیدگی در سال ۱۳۵۸ در همین مجموعه فعالیت داشته‌است.
مجموعه تالار رودکی در اصل شامل دو تالار می‌شد؛ بعد از انقلاب ۱۳۵۷ تالار بزرگ‌تر را به تالار وحدت و تالار کوچک‌تر را به تالار رودکی تغییر نام دادند. از آن پس در این تالار بیشتر کنسرت‌های موسیقی و نمایشهای تئاتر اجرا شده‌است.

## تاریخچه

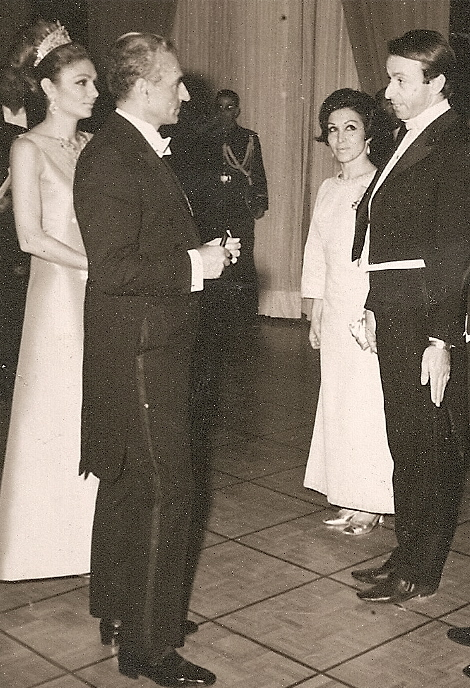
محمدرضا پهلوی و فرح پهلوی در روز گشایش تالار رودکی همراه با رابرت دو وارن، آموزگار بریتانیایی سازمان باله ملی ایران، از گشایش تالار رودکی تا ۱۹۷۰

تالار وحدت یکی از بزرگ‌ترین تالارهای اجرای نمایش و کنسرت می‌باشد که اداره آن توسط مجموعه‌ای با عنوان بنیاد فرهنگی هنری رودکی است. از دیگر تالارهای تحت پوشش بنیاد رودکی می‌توان به مجموعه برج آزادی و تالار حافظ و تالار فردوسی اشاره کرد. بعد از انقلاب این مجموعه زیر نظر وزارت ارشاد به فعالیت خود ادامه داد و همچنین مدیر عامل بنیاد فرهنگی هنری رودکی توسط وزیر فرهنگ و ارشاد اسلامی منصوب می‌شود.

## ساختمان

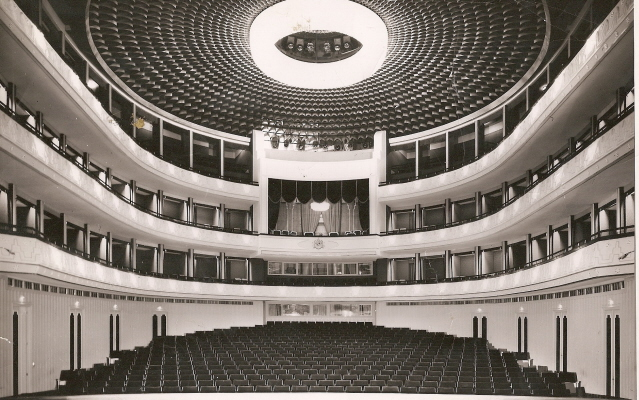
جایگاه تماشاچیان تالار

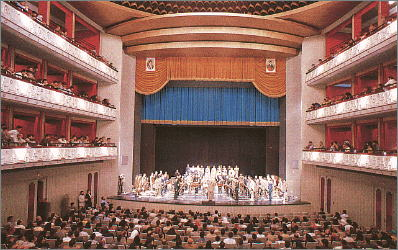
کنسرت در تالار

تالار رودکی (با نام کنونی تالار وحدت) یکی از مجهزترین و بزرگ‌ترین تالارهای اُپرا، موسیقی و تئاتر ایران است که توسط اوژن آفتاندلیانس (یوگینا آفتاندلیانس) بر اساس مدل نمونهٔ تالار اپرای وین ساخته و به نام شاعر و نوازندهٔ بزرگ ایرانی، ابوعبدالله رودکی، در سال ۱۳۴۶ گشوده‌شد. ساخت تالار در خیابان دکتر ارفع (استاد شهریار کنونی) در سال ۱۳۳۶ آغاز و پس از ۱۰ سال در آبان‌ماه ۱۳۴۶ افتتاح شد.
این مجموعه متشکل از دو سالن اجرا به نام‌های تالار رودکی و سالن کوچک است که بعد از انقلاب اسلامی ایران تالار بزرگ‌تر را به وحدت و سالن کوچک را به تالار رودکی تغییر نام دادند. زیر بنای این تالار نزدیک به ۱۵٫۷۰۰ مترمربع است و شامل یک سالن همکف و سه طبقه بالکن به صورت نعل‌اسبی است که در مجموع گنجایش ۷۴۰ تماشاگر را دارد. این ساختمان دارای دو زیرزمین (محل قرارگیری الکتروموتورهای صحنه و ماگنت‌های نور و پاورهای مربوطه)، تالار کنسرت، شامل صحنه و سالن تماشاگران در طبقه همکف و ساختمان اداری است. مساحت کل ساختمان در ۷ طبقه و زیرزمین‌ها به ۲۱٫۰۰۰ متر مربع می‌رسد.

## صحنه تالار وحدت

### آوانسن
آوانسن یا صحنه‌ی پیش‌آمده، با ارتقا ۸۰ سانتی‌متر و قوس اصلی به شعاع ۱۴ متر و دهانهٔ رینه‌ها شکاف‌های نورپردازی چپ و راست آوانسن ۱۴/۳۰ متر عرض دارد. عمق آوانسن ۵/۳۰ متر، در مرکز قوس تا ابتدای سن اصلی و بر روی آن سن ارکستر، با ۱۲ متر طول، ۳ متر عمق در کناره‌ها و ۴ متر عمق در مرکز قوس، قرار دارد. سن ارکستر جایگاه استقرار ارکسترهای بزرگ جهت اجرای اپرا، موسیقی و نمایش‌های موسیقایی است که تا ارتفاع ۲/۳۰ به عمق زمین منتقل می‌شود. این ویژگی موجب می‌شود تا در صورت ضرورت، ارکستر و سازمان نوازندگان در حین اجرای برنامه‌ها دیده نشوند. سن ارکستر به وسیله سیستم‌های مکانیکیِ چرخ‌دنده‌ها، الکتروموتورهای قدرتمند و از طریق سیستم‌های الکترونیکی پیشرفته و توسط نیروهای متخصص گروه فنیِ ماشینری یا همان تأسیسات صحنه کنترل و هدایت می‌شود.

### صحنه اصلی

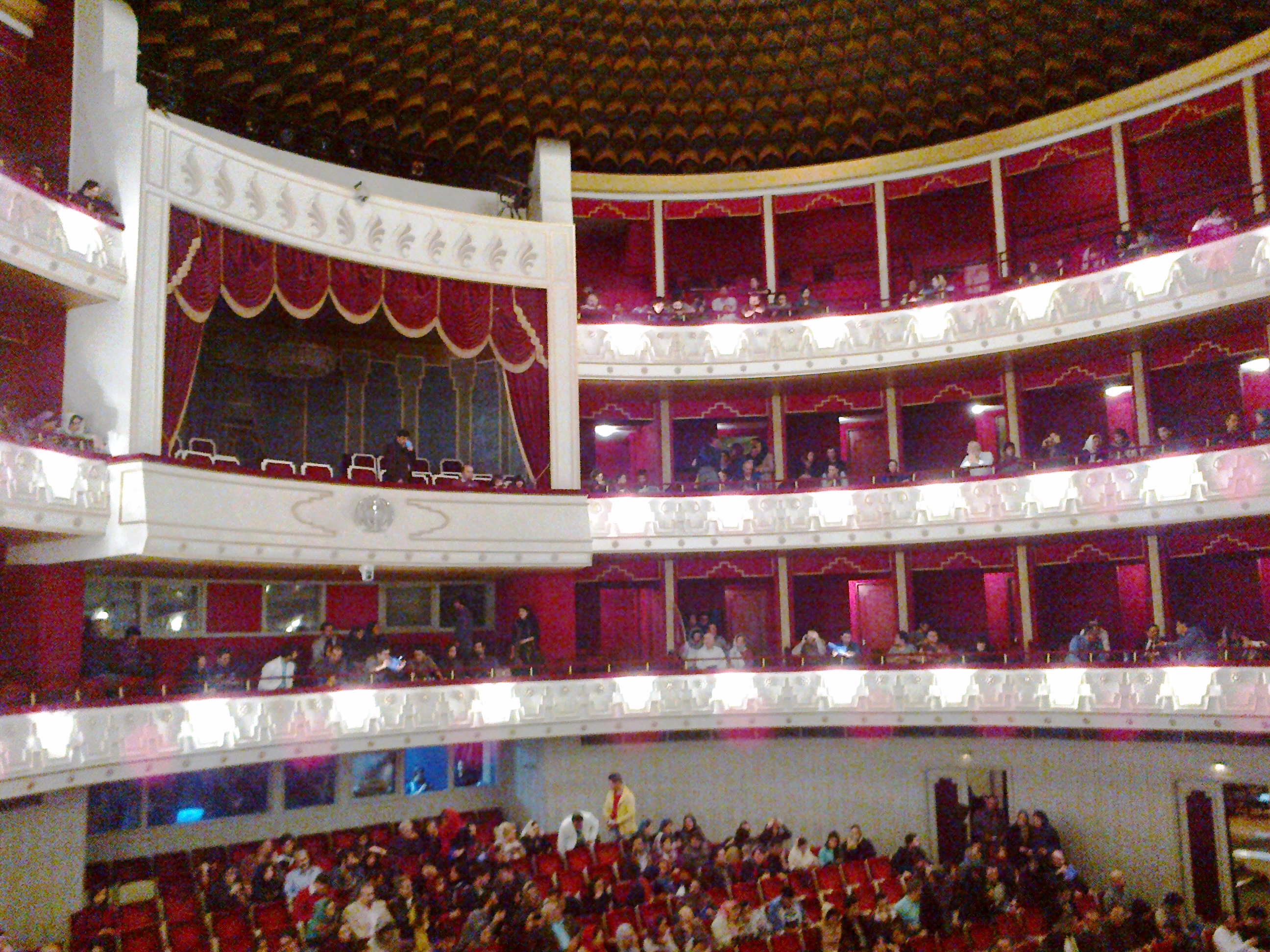
نمایی از تالار وحدت (بالکن‌های شرقی، صندلی‌های همکف و جایگاه ویژه)

سن اصلی تالار وحدت با عرض ۱۲ متر و بیش از ۱۰ متر عمق دارای ۳ سیستم سن متحرک است که با نام‌های پودِیُم و با (P1)، (P2)و(P3) شناخته می‌شوند.
P1 و P2 با ابعاد مساوی ۱۲ در ۴ متر و P3 به اندازه ۱۲۰ مترمربع را شکل می‌دهند. هر سه پودِیُم می‌توانند به اندازهٔ ۱/۶۵ متر به عمق زمین و ۴/۶۰ متر به سمت بالا حرکت کنند و P1 و P2 می‌توانند تا ۳۰ درجه سطح شیب‌دار بسازند. استفاده از این ویژگی تنها می‌تواند یک‌بار و به صورت دستی و توسط هندل و پیش از آغاز مونتاژ صحنه اتفاق افتد؛ و در این صورت امکان اجرای هیچ‌یک از عملیات ماشینری وجود نخواهد داشت. P1 و P2 هر یک ۴۸ مترمربع مساحت دارند. همچنین یک آسانسور تک محوری که به غیب‌کن مشهور است، می‌تواند یک بازیگر یا جسمی را با وزن حداکثر ۱۵۰ کیلوگرم به عمق صحنه فرو برد یا سوژه را از زیر صحنه آشکار کند.

### صحنه‌گردان
سیستم صحنه‌گردان و پشت سن اصلی ۱۲ متر عرض و ۱۰/۳۰ متر عمق دارد که سن‌گردان با قطر ۱۰ متر در مرکز این سن است.

### سالن اصلی
سالن اصلی در کنار سالن انتظار قرارگرفته‌است که توسط پیش فضای منحنی شکل بهره‌ور را به سمت ورودی‌های خود هدایت می‌کند. این سالن درسه طبقه ساخته شده و ورودی‌های آن در طرفین (شرق و غرب) قرار دارند و تعدادشان متناسب با ظرفیت هر طبقه است. بیشتر بخش‌های مربوط با بهره‌ور اجراکننده در اطراف سالن وسن آن ساماندهی شده‌است. این سالن دارای یک سن اصلی و چهار سن متحرک است. در پشت سن فضاهای مرتبط با آن قرار دارند که شامل اتاق‌های گریم و اتاق‌های تمرین هستند و همچنین فضای اپراتور در سمت غربی سن. در سمت شرق سن یک سن جانبی قرار گرفته که در ارتباط مستقیم با محوطه است که حمل و نقل آسان دکور و تجهیزات را به سن امکان‌پذیر می‌کند.

### ورودی تالار
ورود به بنا از دو ورودی مجزا میسر می‌شود، ورودی مردم در شمال (نمای شیشه) و ورودی اشخاص در شرق. این بنا شامل بخش‌های دیگر سالن انتظار، بخش‌های خدماتی، بخش‌های اداری و بخش‌های مرتبط با اجراکنندگان است.
سردر ورودی آن در وسط بلوار شهریار واقع شده‌است در نتیجه این بلوار مسیر اصلی ورود به آن است. با عقب‌نشینی بنا از خیابان حافظ و جدایی آن توسط فضای سبز در واقع بنا از مسیر حرکتی اصلی دور شده‌است.

### دیگر سالن‌ها و معماری داخلی تالار
بعد از ورود به بلوار سردر محل ورود را نشان می‌دهد. بعد از عبور از آن بهره‌ور مدت زیادی را در محوطه نمی‌گذراند و بعد از چند قدم وارد بنا می‌شود. از این رو مکان‌یابی نامناسب سردر نسبت به بنا تأثیر طراحی فضای سبز را نیز بر بهره‌ور کم‌تر کرده‌است. بناهای مجاور در ضلع جنوبی مجموعه تالار وحدت قرار دارند که شامل یک مجموعه ورزشی و دانشگاه است که به علت وسعت سایت و ارتفاع بناهای اطراف و فضای سبز اطراف مجموعه تأثیر نامطلوب بر بنا ندارند. از بناهای دیگر تالار رودکی است که در همین سایت قرار دارد و چه ازنظر فرم و چه کاربری متناسب با تالار وحدت است.
بررسی نسبت بنا با بهره‌ور با توجه به مکان‌یابی بنا، عقب‌نشینی از خیابان حافظ و قرارگیری فضای سبز مجموعه در حاشیه این خیابان، دید بصری به آن را کاهش داده‌است و هدایت بهره‌ور با علائم نوشتاری انجام می‌گیرد. از این جهت خود بنا نمی‌تواند هدایت بهره‌ور را سبب شود حتی بعد از ورود به بلوار شهریار هم دیده شدن سردر ورودی به واسطه درختان وسط بلوار مشکل است. بهره‌ور بعد از عبور از سردر وارد یک فضای میانی می‌شود فضایی که رو به ورودی اشخاص ویژه دارد و فرد برای ورود به بنا باید به سمت دیواره شیشه‌ای شمالی بچرخد. این نامناسب بودن مکان ورود به بنا موجب سردر گمی بهره‌ور می‌شود، از طرفی یکسان بودن واحدهای تقسیم‌کننده نما در ضلع ورودی و متمایز نشدن آن درک جهت ورود را مبهم می‌کند، از این جهت که فرد در تردید برای انتخاب در ورودی است، عکس‌العمل او با مکث همراه است.
بعد از آن وارد سالن انتظار می‌شویم. در این سالن در نزدکترین مکان به ورودی جامه دان قرار دارد. در انتهای همین سالن کافی شاپ در ارتباط مستقیم با آن و در همین سطح سرویس‌های بهداشتی قرار دارند که به علت قرارگیری در پشت جامه دان در عین حال که در ارتباط با سالن اند تقریباً از دید مستقیم خارج‌اند.
نکته مهم در این بنا تعامل فضاهاست. بخش‌های وابسته در عین اتصال با حریم‌هایی تعریف شده‌اند و ورود به آن‌ها بی مقدمه نیست.
ورود از سالن انتظار به سالن اصلی با هدایت و تقسیم بهره وران در فضاهای کناری سالن اصلی صورت می‌گیرد. فضاهای حرکتی و فضاهای مکث به کمک عناصر و حریم‌ها مشخص و متمایز گشته‌اند. از طرفی اطلاع‌رسانی در تمام بخش‌ها مانع سردرگمی و سرعت در هدایت شده‌است.
در قرارگیری بخش‌ها کنار هم سعی شده‌است شفافیت در معرفی آن‌ها حفظ شود و نیازهای بهره‌ور پاسخ داده شود. این مطلب به خصوص در طراحی فضاهای استراحت و خدماتی دیده می‌شود. سالن‌های انتظار جانبی که در طبقه اول و سوم قرار دارند، علاوه بر کنترل جمعیت سالن انتظار (در همکف)، در زمان استراحت بین اجرای برنامه نیز فضاهای مناسبی درارتباط با فضاهای خدماتی‌اند.

## برنامه‌ها

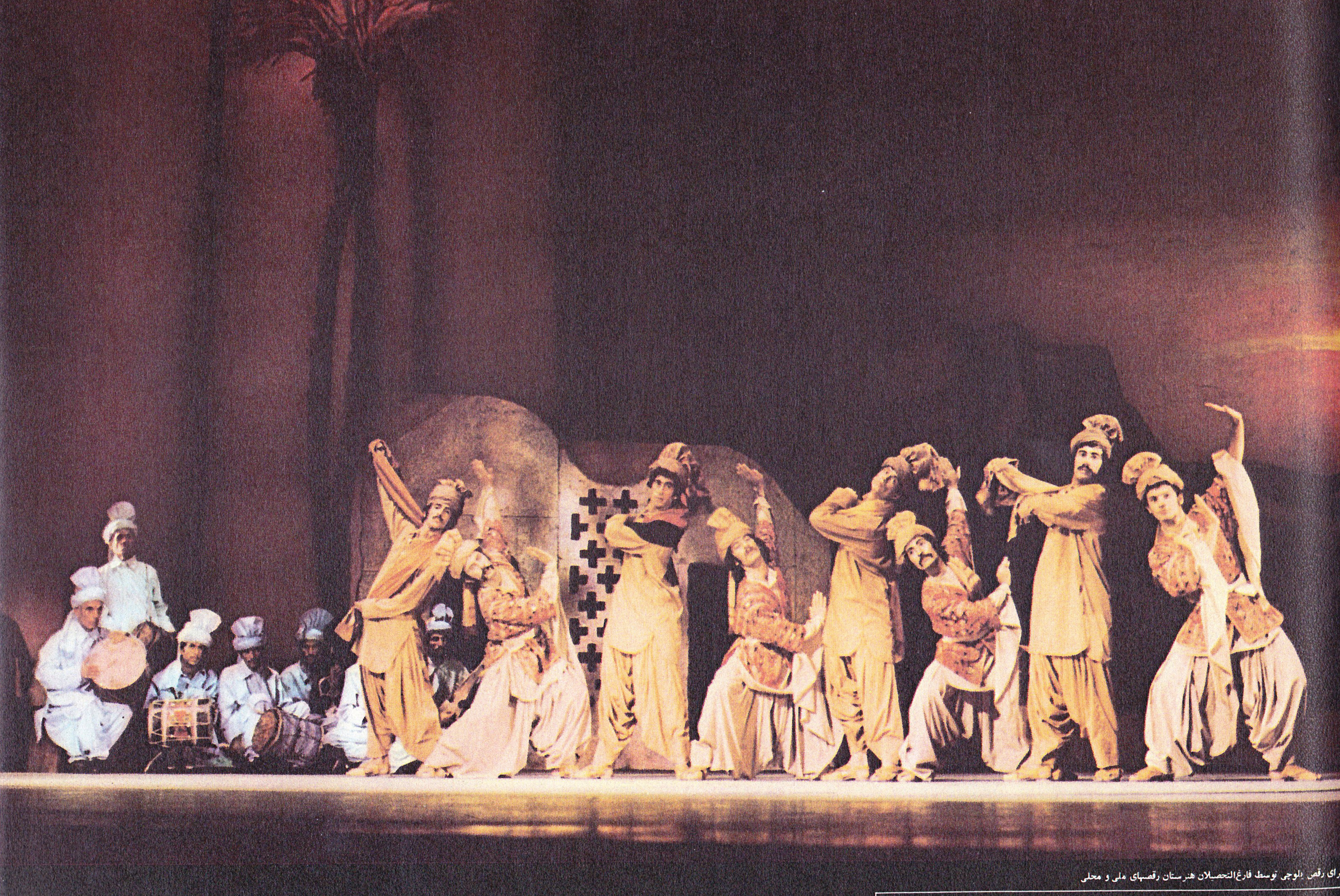
رقص بلوچی توسط رقصندگان هنرستان در تالار رودکی

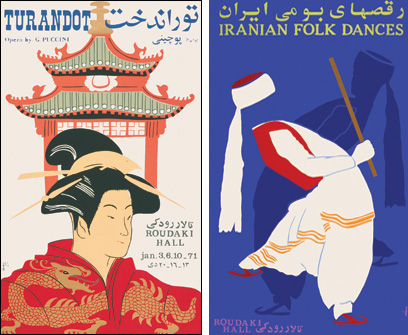
پوستر اپرای توراندخت و رقص‌های بومی ایران ۱۳۵۰

در این تالار هنرمندان مشهور ایرانی مانند هایده چنگیزیان، فاخره صبا، بهرام بیضایی، مرضیه، مهستی، غلامحسین بنان، محمدرضا شجریان، ستار،گوگوش، حشمت سنجری و پری زنگنه کنسرت و نمایش و باله اجرا کرده‌اند.  همچنین منیر وکیلی در اپراهایی در تالار رودکی همانند ارفه و اریدیس، مادام باترفلای، لا بوهم، لا تراویاتا و توراندخت نقش داشت.
حسین سرشار و فاخره صبا از آغاز کار تالار رودکی، به‌عنوان سولیست اول مشغول به کار شده و در کنسرت‌هایی به رهبری حشمت سنجری و فرهاد مشکات شرکت نمودند.
در کنار کنسرت‌های هنرمندان ایرانی، ویولونیست‌ها، پیانیست‌ها و رهبران ارکستر نامی جهان چون روجرو ریچی، هنریک شرینگ  و کلودیو آرائو در تالار رودکی کنسرت دادند.
موریس بژار با همکاری هنرمندان ایرانی رقصی را طراحی کرد که در تخت جمشید در جشن‌های ۲۵۰۰ ساله شاهنشاهی ایران به اجرا درآمد.
رهبر نامی کنسرت هربرت فون کارایان، ارکستر مجلسی اشتوتگارت و فیلارمونیک برلین و دیگر گروه‌های اپرا و باله و ارکستر مجلسی و هم چنین نابغه پانتومیم مارسل مارسو در تالار رودکی برنامه اجرا کردند.
رودلف نوریف، مارگوت فونتین، الوین ایلی، برژیت کالبرگ از هنرمندان صاحب نام در رشته باله کلاسیک و مدرن بودند که در تولیدات سازمان باله ملی ایران در قبل از انقلاب مشارکت داشتند.

## مدیران تالار وحدت از ابتدا تاکنون
- سعدی حسنی (نخستین مدیر عامل تالار رودکی )[۱۲]
- زین العابدین زنگنه ( آخرین مدیر عامل بنیاد رودکی قبل از انقلاب اسلامی ۱۳۵۷)[۱۳]
- مهدی مسعود شاهی (۱۳۸۶–۱۳۸۲) (مدیر عامل بنیاد رودکی)[۱۴]
- اصغر امیرنیا (۱۳۸۹–۱۳۸۷) (مدیر عامل بنیاد رودکی)[۱۵][۱۶]
- حسین پارسایی (۱۳۹۰–۱۳۸۹) (مدیر عامل بنیاد رودکی)[۱۷][۱۸]
- سید علی رضا حسینی (۱۳۹۲–۱۳۹۰) (مدیر عامل بنیاد رودکی)[۱۹]
- حسین سیفی (۱۳۹۳–۱۳۹۲) (مدیر عامل بنیاد رودکی)[۲۰]
- بهرام جمالی (۱۳۹۵–۱۳۹۳) (مدیر عامل بنیاد رودکی)[۲۱][۲۲]
- علی اکبر صفی پور (۱۳۹۸–۱۳۹۵) (مدیر عامل بنیاد رودکی)[۲۳][۲۴]
- مهدی افضلی (۱۴۰۱–۱۳۹۸) (مدیر عامل بنیاد رودکی)[۲۵]
- مجید زین‌العابدین (۱۴۰۱) (مدیر عامل بنیاد رودکی)[۲۶]
- مهدی سالم  (۱۴۰۲–۱۴۰۱) (مدیر عامل بنیاد رودکی)[۲۷]
- محمد اللهیاری فومنی  (اکنون–۱۴۰۲) (مدیر عامل بنیاد رودکی) [۲۸]

## نمایشگاه‌های برگزار شده
1. (نمایشگاه عکس تا شقایق هست زندگی باید کرد (هنرمند افغان هادی محسنی) با حمایت سفارت افغانستان)[۲۹]
2. (نمایشگاه خوشنویسی و لوازم استادان برجسته)